# 996
Évszázadok: 9. század – 10. század – 11. század
Évtizedek: 940-es évek – 950-es évek – 960-as évek – 970-es évek – 980-as évek – 990-es évek – 1000-es évek – 1010-es évek – 1020-as évek – 1030-as évek – 1040-es évek
Évek: 991 – 992 – 993 – 994 –  995 – 996 – 997 – 998 – 999 – 1000 – 1001

## Események

### Határozott dátumú események
- május 3. – XV. János pápa halála után III. Ottó német-római császár az unokaöccsét, Brúnót nevezi ki – V. Gergely néven – utódjául.[1][2]
- május 21. – V. Gergely pápa Rómában császárrá koronázza III. Ottót.[3]

### Határozatlan dátumú események
- az év folyamán –
  - I. István feleségül veszi II. Henrik bajor herceg leányát, Gizellát.[4]
  - Megépül a Pannonhalmi Bencés Főapátság.[5][6]

## Halálozások
- március – XV. János pápa